# 谷垣佑真
谷垣 佑真(たにがき ゆうま、2003年6月3日 - )　は、日本の卓球選手。Tリーグの金沢ポートに所属している。岡山リベッツ所属歴あり。

## 経歴
兵庫県播磨町出身。小学生の頃からクラブチーム・華兵ロードスカイに所属し、名門・愛工大名電中に進学した。
2018年、全国中学校卓球大会の男子シングルスで優勝した。
2021年、インターハイの男子シングルス、男子ダブルス、男子団体の全てを制して三冠王となった。
2021-22シーズンよりTリーグの岡山リベッツに所属。2025-26シーズンからは金沢ポートに所属。
2025年の全日本卓球選手権大会では、5回戦でパリオリンピック代表の戸上隼輔を破り、準決勝でこちらもパリオリンピック代表の篠塚大登に敗れるも3位となった。

## 主な戦績
2017年
- ITTFジュニアサーキット・ポルトガルジュニア＆カデットオープン U15男子シングルス 優勝

2018年
- 全国中学校卓球大会 男子シングルス 優勝

2019年
- ITTFチャレンジ・インドネシアオープン U21男子シングルス 優勝

2021年
- 第90回全国高等学校総合体育大会（インターハイ）  男子シングルス 優勝、男子ダブルス 優勝（篠塚大登ペア）、男子団体 優勝（三冠）

2022年
- WTTフィーダーオロモウツ 男子ダブルス 準優勝